# Sugoi Uriarte
Pour les articles homonymes, voir Uriarte.
Sugoi Uriarte Marcos, né le 14 mai 1984 à Vitoria-Gasteiz, est un judoka espagnol.
Après une médaille d'argent obtenue aux Mondiaux 2009 à Rotterdam, il remporte la médaille d'or des Championnats d'Europe de judo 2010 à Vienne en catégorie des moins de 66 kg. Aux Jeux olympiques d'été de 2012 à Londres, il termine cinquième de la compétition.